# Miguel Obando Y Bravo
Miguel Obando Y Bravo (La Libertad, 2 febbraio 1926 – Managua, 3 giugno 2018) è stato un cardinale e arcivescovo cattolico nicaraguense.

## Biografia
Miguel Obando Y Bravo nacque a La Libertad il 2 febbraio 1926 in una famiglia contadina. Era secondo di sei figli.

### Formazione e ministero sacerdotale
Seguì i corsi del collegio salesiano di Granada e conseguì il baccellierato in latino e greco a San Salvador. Lì frequentò poi la Normale superiore dove si laureò in matematica, fisica e filosofia. Entrò quindi nella Società salesiana di San Giovanni Bosco e studiò teologia in Guatemala e psicologia delle vocazioni in Colombia, in Venezuela e a Roma.
Il 10 agosto 1958 fu ordinato presbitero da monsignor Giuseppe Paupini. In seguito fu insegnante di matematica e fisica in diverse scuole superiori del Nicaragua e di El Salvador dal 1958, prefetto di disciplina nel seminario salesiano di San Salvador dal 1959 al 1961 e rettore dell'istituto salesiano "Rinaldi" dal 1961 al 1968. In seno alla sua congregazione fu membro del consiglio provinciale dell'America centrale dal 1962 al 1968 e delegato delle province dell'America centrale e di Panama al capitolo generale svoltosi a Roma nel 1965.

### Ministero episcopale
Il 18 gennaio 1968 papa Paolo VI lo nominò vescovo ausiliare di Matagalpa e titolare di Puzia di Bizacena. Ricevette l'ordinazione episcopale il 31 marzo successivo dal vescovo Granada Marco Antonio García y Suárez, coconsacranti il vescovo di Esteli Clemente Carranza y López e il prelato di Juigalpa Julián Luis Barni Spotti. Riservò una particolare attenzione pastorale e sociale ai campesinos, i contadini poveri.
Il 16 febbraio 1970 papa Paolo VI lo nominò arcivescovo metropolita di Managua e primate del Nicaragua. Prese possesso dell'arcidiocesi il 4 aprile successivo.
Si oppose a voce alta alle ingiustizie e alle violenze, anche attraverso lettere pastorali e sulle colonne del giornale arcidiocesano. Sistematicamente denunciò corruzione e violazioni dei diritti umani. Fu critico specialmente verso la corruzione del regime che si manifestò attraverso la cattiva gestione da parte del governo dei fondi stanziati per i soccorsi dopo il terremoto di Managua del 1972. Criticò anche le violazioni dei diritti umani commesse dalla Guardia Nazionale. Aiutò a delegittimare il regime rifiutando di accettare la Mercedes che il presidente Anastasio Somoza Debayle gli aveva regalato e rifiutando gli inviti a partecipare alle cerimonie ufficiali di Stato.
Obando funse da intermediario tra il Fronte Sandinista di Liberazione Nazionale (FSLN) e il governo Somoza in occasione di due sequestri di persone compiuti dai sandinisti. In una lettera pastorale scritta nel giugno del 1979 parlò a favore dell'uso della forza armata da parte dei sandinisti per rovesciare il regime di Somoza e incoraggiò i nicaraguensi a non temere il socialismo. Come risultato delle sue critiche al regime di Somoza, monsignor Obando fu spesso definito dal governo come "Comandante Miguel", come se fosse un leader sandinista.
La relazione di Obando con i sandinisti cambiò radicalmente all'inizio degli anni '80. Divenne infatti uno dei più rumorosi oppositori interni del governo rivoluzionario. Si oppose alla "Chiesa del popolo", il clero radicale che sosteneva la teologia della liberazione, e bandì la Misa Campesina Nicaragüense. Insistette sull'obbligo canonico del clero di rifiutarsi di intraprendere l'esercizio del potere civile.
Il 25 maggio 1985 papa Giovanni Paolo II lo creò cardinale e gli assegnò il titolo di San Giovanni Evangelista a Spinaceto. Al suo rientro in patria tutto il popolo scese per strada per accogliere in festa il primo porporato del paese.
Obando si oppose a ciò che chiamò il "comunismo senza Dio" dei sandinisti. Criticò molte delle loro politiche, tra cui la leva militare e le restrizioni della libertà di stampa, e accusò i sandinisti di violazione dei diritti umani. I sandinisti, a loro volta, dissero che il cardinale avrebbe dovuto attaccare gli aiuti che gli Stati Uniti d'America fornivano ai contras, i gruppi armati controrivoluzionari. Inizialmente, Obando promise al pubblico che se le violazioni dei diritti umani da parte dei contras fossero state riferite in modo veritiero, le avrebbe denunciate. Tuttavia quando molti abusi di questo tipo furono segnalati da diverse organizzazioni - inclusa Human Rights Watch e diversi gruppi per i diritti umani fondati dal clero della stessa Chiesa cattolica-, non li denunciò come aveva promesso. Al contrario, nel gennaio del 1986, si recò negli Stati Uniti e dichiarò il suo sostegno ai contras, incoraggiando così il Congresso a fornire loro aiuti militari. Ciò pose le basi per un netto confronto tra Obando e il governo sandinista. I sandinisti, che già nel luglio del 1984 avevano espulso dieci preti stranieri che avevano espresso solidarietà con un'altra figura religiosa che era stata accusata di essere un controrivoluzionario, risposero rimproverando Obando ripetutamente nei forum pubblici. Nonostante il sostegno popolare di cui godevano i sandinisti in quel momento, questo episodio certamente danneggiò quell'appoggio, poiché il cardinale Obando era, come riportato dal giornalista Stephen Kinzer, molto popolare tra i cristiani nicaraguensi.
Convinto che i problemi si risolvono con il dialogo, fu garante degli accordi per la pace e la riconciliazione che, a più riprese, avevano posto fine alle violenze. Fedele al suo motto episcopale paolino: "Mi sono fatto tutto a tutti", il cardinale aveva ricordato che la Chiesa nel Paese non era con un partito ma con la gente, pronta a denunciare ogni ingiustizia. Una Chiesa totalmente dedita all'evangelizzazione. Per rafforzarla in questa missione promosse a Managua il sinodo diocesano, con l'obiettivo di far penetrare nella società la verità su Cristo e la verità sull'uomo, anche grazie al contributo dei laici cristiani. Non mancò di portare le questioni della sua terra all'attenzione del mondo.
Nel 1987 papa Giovanni Paolo II lo invitò a scrivere i testi delle meditazioni per la Via Crucis al Colosseo.
Fu presidente della Conferenza episcopale nicaraguense per cinque mandati: dal 1971 al 1975, dal 1979 al 1983, dal 1985 al 1989, dal 1993 al 1997 e infine dal 1999 al 2005. Dal 1976 al 1981 fu presidente del Segretariato episcopale dell'America Centrale e Panama.
Il 1º aprile 2005 papa Giovanni Paolo II accettò la sua rinuncia al governo pastorale dell'arcidiocesi per raggiunti limiti di età. Partecipò al conclave del 2005 che elesse papa Benedetto XVI.
Il 2 febbraio 2006 compì 80 anni e in base a quanto disposto dal motu proprio Ingravescentem Aetatem di papa Paolo VI del 1970, decadde da tutti gli incarichi ricoperti nella Curia romana e con essi dal diritto di voto in conclave.
Il 14 marzo 2007 annunciò in una conferenza stampa presso l'Università cattolica di aver accettato la richiesta presentata a gennaio dal presidente nicaraguense Daniel Ortega di presiedere la commissione per la pace e la riconciliazione, incaricata di assicurare l'attuazione degli accordi firmati con i nicaraguensi che erano stati colpiti dalla guerra civile degli anni '80. Accettò la presidenza a titolo personale. Nel febbraio del 2007 aveva indicato che avrebbe accettato solo se la Santa Sede glielo avesse permesso. Il 10 marzo 2007 era stato ricevuto in udienza da papa Benedetto XVI e nella conferenza stampa disse che il pontefice gli aveva detto di "lavorare per la riconciliazione della famiglia nicaraguense".
Il 2 aprile 2016 venne dichiarato ufficialmente "sacerdote nazionale per la pace e la riconciliazione" con una legge approvata con 65 voti a favore e un solo voto contrario.
Partecipò alla seconda assemblea generale ordinaria del Sinodo dei vescovi che ebbe luogo nella Città del Vaticano dal 30 settembre al 6 novembre 1971 sul tema "Il sacerdozio ministeriale e la giustizia nel mondo", alla seconda assemblea generale straordinaria del Sinodo dei vescovi che ebbe luogo nella Città del Vaticano dal 24 novembre all'8 dicembre 1985 sul tema "XX anniversario della conclusione del Concilio Vaticano II", alla VII assemblea generale ordinaria del Sinodo dei vescovi che ebbe luogo nella Città del Vaticano dal 1° al 30 ottobre 1987 sul tema "La vocazione e la missione dei laici nella Chiesa e nel mondo", all'assemblea speciale per l'America del Sinodo dei vescovi che ebbe luogo nella Città del Vaticano dal 16 novembre al 12 dicembre 1997 sul tema "Incontro con Gesù Cristo vivo: il cammino per la conversione, la comunione e la solidarietà in America" e alla IV assemblea generale del Consiglio episcopale latinoamericano che ebbe luogo a Santo Domingo dal 12 al 28 ottobre 1992.
Fu inviato speciale del papa alle celebrazioni del IV centenario della venerazione del Santo Cristo di Esquipulas, Guatemala, che ebbero luogo il 9 marzo 1995.
Morì a Managua alle 3.48 di domenica 3 giugno 2018. La camera ardente venne allestita nell'auditorium "Cardenal Miguel Obando Bravo" dell'Università cattolica "Redemptoris Mater" alle 18 ed il giorno successivo la salma venne esposta dalle 9 alle 14 nella cattedrale dell'Immacolata Concezione a Managua. Le esequie si tennero il 4 giugno alle ore 14 e furono presiedute dal cardinale Leopoldo José Brenes Solórzano. Al termine del rito fu sepolto nella cappella dell'Università cattolica "Redemptoris Mater".

## Genealogia episcopale e successione apostolica
La genealogia episcopale è:
- Cardinale Scipione Rebiba
- Cardinale Giulio Antonio Santori
- Cardinale Girolamo Bernerio, O.P.
- Arcivescovo Galeazzo Sanvitale
- Cardinale Ludovico Ludovisi
- Cardinale Luigi Caetani
- Cardinale Ulderico Carpegna
- Cardinale Paluzzo Paluzzi Altieri degli Albertoni
- Papa Benedetto XIII
- Papa Benedetto XIV
- Papa Clemente XIII
- Cardinale Marcantonio Colonna
- Cardinale Giacinto Sigismondo Gerdil, B.
- Cardinale Giulio Maria della Somaglia
- Cardinale Carlo Odescalchi, S.I.
- Vescovo Eugène-Charles-Joseph de Mazenod, O.M.I.
- Cardinale Joseph Hippolyte Guibert, O.M.I.
- Cardinale François-Marie-Benjamin Richard de la Vergne
- Cardinale Pietro Gasparri
- Cardinale Benedetto Aloisi Masella
- Arcivescovo Antonio Taffi
- Vescovo Marco Antonio García y Suárez
- Cardinale Miguel Obando Bravo, S.D.B.

La successione apostolica è:
- Vescovo César Bosco Vivas Robelo (1981)
- Vescovo José Carmen Di Pietro Pésolo, S.D.B. (1986)
- Cardinale Leopoldo José Brenes Solórzano (1988)
- Vescovo Juan Abelardo Mata Guevara, S.D.B. (1988)
- Vescovo Bernardo Hombach Lütkermeier (1995)
- Arcivescovo Óscar Julio Vian Morales, S.D.B. (1997)
- Vescovo Elías Samuel Bolaños Avelar, S.D.B. (1998)
- Vescovo Jorge Solórzano Pérez (2000)
- Vescovo David Albin Zywiec Sidor, O.F.M.Cap. (2002)
- Vescovo René Sócrates Sándigo Jirón (2005)